# Steve Hegg
Stephen Edward "Steve" Hegg (nascido em 3 de dezembro de 1963) é um ex-ciclista estadunidense, medalhista de ouro e prata olímpico. Representou sua nação nos Jogos Olímpicos de Verão de 1984 e 1996.